# Theres
Theres er en kommune i Landkreis Haßberge i Regierungsbezirk Unterfranken i den tyske delstat Bayern.
Den er administrationsby for Verwaltungsgemeinschaft Theres. Den ligger på flodbredden til Main, omkring 40 kilometer vest for Bamberg og 20 kilometer øst for Schweinfurt.

## Historie
Theres er nævnt første gang i 802 i forbindelse med et tidligere benediktinerkloster på stedet.

### Sammenlægning
Kommunen blev dannet ved en områdereform i Bayern i 1978 ved sammenlægning af de tidligere kommuner Obertheres, Untertheres og Buch. I 1974 blev Horhausen også indlemmet i kommunen.